# Camp Rock 2: The Final Jam
Camp Rock 2: The Final Jam è un film per la televisione del 2010, seguito di Camp Rock.
La produzione del film è iniziata il 3 settembre 2009 e si è conclusa il 16 ottobre 2009.
Il film è stato trasmesso in anteprima negli Stati Uniti il 3 settembre 2010 su Disney Channel, mentre in Italia è stato trasmesso il 24 settembre 2010, sempre su Disney Channel. La colonna sonora è stata pubblicata su iTunes e nei negozi il 10 agosto 2010.

## Trama
Mitchie e i Connect 3 sono pronti per passare un'estate di musica a Camp Rock, ma scoprono presto che è nato un altro camp, Camp Star sulla riva opposta del lago. Al falò di inaugurazione Brown incontra il direttore che era una sua vecchia conoscenza e che invita i ragazzi di Camp Rock a trasferirsi. Tess cambia camp e molti lavoranti si trasferiscono, quindi Camp Rock deve chiudere, ma Mitchie decide che saranno lei, i Connect 3, Caitlyn, Ella, Peggy e tutti gli altri a lavorare e poi indice una sfida contro Camp Star. Intanto, Nate incontra Dana, la figlia del direttore di Camp Star ed è colpo di fulmine.
Dopo aver sentito una conversazione tra Brown e sua madre, Mitchie capisce che non possono perdere la sfida, altrimenti Camp Rock chiuderà, quindi mette tutta se stessa nell'organizzazione, ma questo la porta a litigare con tutti gli altri, che la vedono troppo poco propensa a divertirsi, e soprattutto con Shane. L'indomani, però, Shane l'aiuta a dirigere tutto e si arriva alla sera della Final Jam, che vede contrapposto Tess e la stella di Camp Star, Luke, contro Mitchie e Shane. A sorpresa, vince Camp Star grazie ad un imbroglio del proprietario del camp e quindi Camp Rock si prepara alla chiusura.
Nate riesce ad aprirsi con Dana con una canzone; poi, Mitchie e Shane si baciano e raggiungono gli altri intorno a un falò, quando tutti i ragazzi di Camp Star, insieme agli ex lavoratori, arrivano in canoa e chiedono di poter frequentare Camp Rock l'estate successiva, permettendo così al camp di rimanere aperto.

## Promozione
Il primo trailer del film è stato inserito nel DVD della serie di Disney Channel Jonas.
Successivamente negli USA, il 31 dicembre 2009, durante lo speciale di capodanno New Year's Eve Star Showdown, venne mostrata un'anteprima con delle immagini dal film e delle interviste ai protagonisti.
Il 25 aprile 2010, Radio Disney ha lanciato in anteprima il primo singolo di Camp Rock 2, chiamato Can't Back Down; il video musicale della canzone è stato trasmesso in anteprima da Disney Channel America lo stesso giorno.
Disney Channel Italia ha trasmesso il corto Destinazione Camp Rock 2: The Final Jam in due parti, una il 9 maggio e l'altra il 15 maggio 2010, rispettivamente durante il programma Noi amiamo Chad e prima del primo episodio della seconda stagione di Sonny tra le stelle; il corto mostra il montaggio del film attraverso retroscena e interviste agli attori.
Il 30 giugno 2010 viene pubblicato il singolo Fire cantato da Matthew "Mdot" Finley, mentre il 6 agosto il singolo Wouldn't Change a Thing, cantato da Demi Lovato e Joe Jonas. A essi è seguito il singolo Heart and Soul.

## Ascolti
Camp Rock 2: The Final Jam debutta il 3 settembre 2010 in America sul canale Disney Channel. La première è stata seguita da 7,9 milioni di persone (1 milione in meno rispetto a Camp Rock) e risulta essere il settimo film Disney più visto.